# Bohuslav Leopold

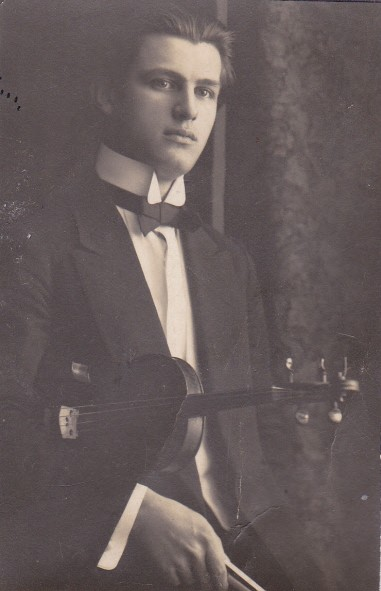
Bohuslav Leopold

Bohuslav Leopold (Škrdlovice, 6 september 1888 – Praag, 12 mei 1956) was een Tsjechisch componist, arrangeur, violist en muziekuitgever.

## Levensloop
Leopold kreeg eerste vioolles bij een leraar van de plaatselijke basisschool. Op 12-jarige leeftijd kreeg hij geregeld muziekonderwijs in Česká Třebová bij Antonín Kleinpetr. De componist en kapelmeester Julius Fučík ontdekte zijn muzikaal talent en naam hem op 14-jarige leeftijd in 1902 mee naar Boedapest, waar hij eerst leerling en later muzikant in zijn militaire muziekkapel werd. Verder kon hij tegelijkertijd aan de muziekacademie in Pest muziektheorie en compositie studeren. Naast zijn militaire dienst en de studie richtte hij een klein zigeunerorkest op. Hij bleef tot 1910 in Boedapest bij de muziekkapel van het regiment. Verder studeerde hij privé muziek bij Topiče in Lviv, toen nog Lemberg geheten, bij Suchého in Praag en bij Schwarzenstein in Krakau. Tussen 1910 en 1914 was hij concertmeester bij verschillende theaterorkesten. Naar een korte tijd militaire dienst in de Eerste Wereldoorlog werd hij in 1917 dirigent van het symfonieorkest van de oorlogsexpositie in Boedapest.
Na de oorlog was hij tot 1920 violist in de Saksische Philharmonie in Praag. In 1920 richtte hij een eigen orkest op en maakte ermee concertreizen door Duitsland, Frankrijk en Egypte. Gedurende het verblijf in Alexandrië richtte hij het "Tsjechische kamerkwartet" op en werd hun artistiek leider. Uit gezondheidsredenen kwam hij 1924 naar Praag terug en concentreerde zich op het componeren en arrangeren en richtte een muziekuitgeverij Filmton-Verlag (sinds 1928: Continental) op. Deze uitgeverij ontwikkelde zich spoedig tot een van de toen grootste in Midden-Europa. Naast eigen werken publiceerde hij ook werken van de bekende Tsjechische componisten zoals Antonín Dvořák, Bedřich Smetana, Julius Fučík, Vilém Blodek, František Matěj Hilmar, Zdeněk Hůla, Arnošt Košťál, Jaroslav Křička, Josef Matys, Oscar Nedbala, Vítězslav Novák, Leoš Janáček, Zdeněk Fibich, Josef Bohuslav Foerster, Rudolf Friml, Jaroslav Ježek, Karel Šebor, Josef Suk, Václav Trojan, Jāzeps Vītols, Gustav Vožda en anderen. Hij arrangeerde onder anderen de Slavnostní pochod - (Feestelijke mars), op. 54 van Antonín Dvořák voor harmonieorkest.

## Composities

### Werken voor orkest
- 1920 Dněpr volně dle Ševčenkova motivu napsal Ivan Hrozný
- 1921 Malá serenáda, op. 48
- 1925 Arabia - an den Ufern des Nil
- 1925 Hungaria - Magyar dal és tánc, fantasie
- 1925 Russisches Echo, potpourri
- 1925 Tatra, fantasie over Slowaakse liederen en melodieën
- 1925 Ze starého a nového světa - Fantasie na motivy Antonína Dvořáka
- 1926 Stadion, mars, op. 75
- 1927 Plavovláska, intermezzo, op. 49
- 1927 U chmelového věnce, potpourri over Tsjechische drinkliederen
- 1927 Vltavan, mars, op. 6
- 1928 Slavnostní průvod (Triomfmars) op. 36
- 1928 Patrouille française, op. 42
- 1928 Tango d'amour
- 1928 Smuteční pochod na motivy sinfonické básně A. Dvořáka op. 110 "Holoubek", voor kamerorkest
- 1929 Balaton, Hongaarse mars, op. 74
- 1929 Hollywood, Amerikaanse mars, op. 132
- 1929 Měsíček svítí
- 1930 Bajka (Een sprookje), valse lente, op. 47
- 1930 Charlie, intermezzo, op. 39
- 1930 Svatební valčík (Huwelijkswals), op. 60
- 1930 Jablocký skvost, intermezzo, op. 88
- 1930 Grave, op. 89
- 1930 Flora, wals, op. 90
- 1930 Rapid, galop, op. 91
- 1930 Gambrinus směs z českých národních písní pijáckých
- 1930 Parisiana, fantasie selectie over Franse liederen
- 1931 Amoroso, karakterstuk voor orkest
- 1931 Avia pochod, mars, op. 50
- 1931 Hry motýlů, intermezzo
- 1931 Krakowiak - polský tanec, op. 87
- 1932 Galanterie, wals, op. 93
- 1932 L'amour oriental, tango-romance
- 1933 Bolek
- 1933 Italia canora - Fantasie über italienische Volksmelodien
- 1933 Tempi passati, concertwals voor strijkorkest, op. 23
- 1934 Bilder fran Sverige - Potpourri över Svenska Folkvisor och Danser
- 1934 Linda - Estonské národní melodie
- 1934 Magyar ábránd és csárdás "A Kurucz Világból"
- 1934 Mister John, mars, op. 135
- 1934 Pannonia
- 1934 Standard, op. 145
- 1934 Volga, Russische liederen, dansen en Zigeuner romances
- 1936 Fantasie over Amerikaanse volksliederen, voor orkest
- 1936 Heda, wals
- 1936 La Zingaresca, Hongaarse fantasie
- 1936 Parfum, walsen-intermezzo
- 1937 Sol de Espana, potpourri over Spaanse melodieën
- 1938 Bulgarija - bulharské národní melodie (Bulgaarse Nationale melodieën), fantasie selectie
- 1938 Kissproof, tango
- 1938 Vzpomínka na Karlovy Vary
- 1939 Asta, intermezzo, op. 61
- 1939 Canta Romana, fantasie over Roemeense volksmelodieën
- 1939 Tarantella, op. 159
- 1939 Vivat libertas, op. 79
- 1940 Reporter, intermezzo
- 1940 Romance, voor cello en orkest, op. 167
- 1942 Tribuna, mars
- 1943 Lípa - fantasie na české národní písně
- 1948 Ex Libris, wals
- 1948 Lumír, selectie
- 1950 Cikánský tanec (Zigeunerdans)
- 1951 Aranka, wals, op. 146
- 1952 Hornické písně, selectie
- 1955 Hravé klarinety, polka
- Černí milenci, voor kamerorkest, op. 84
- Helvetia - Fantasie über Schweizer-Lieder
- Hoch die Freiheit!, op. 79
- Introductie en tarantella, op. 205
- Introduktie en variaties, voor fagot en orkest, op. 209
- Jugaslavenski Biser, fantasie
- Polonaise concertante, op. 171
- Polonia, fantasie over Poolse melodieën
- Praha - fantasie na české národní písně
- Radio-Ouvertüre
- Saluto da Merano, voor piano en orkest
- Souvenir d'Athénes, fantasie selectie over Griekse melodieën
- Tempi passati, concertwals, op. 23
- Vindobona

### Werken voor harmonieorkest
- 1927 Avia pochod, mars, op. 50
- 1927 Ovčáci, mars
- 1927 Strahovské zahrady
- 1927 Zahrajem si na vojáky, selectie
- 1928 Globetrotter Marsch,
- 1929 Balaton, Hongaarse mars, op. 74
- 1930 Flora, wals, op. 90
- 1930 Gambrinus směs z českých národních písní pijáckých
- 1935 Record, mars, op. 69
- 1935 Aranka, wals, op. 146
- 1952 Hornické písně, selectie
- 1952 Kozácké tance
- Čestná rota, mars
- Lila, polka, op. 95
- Marathon, mars, op. 26

### Kamermuziek
- 1921 Nový malý Paganini (De nieuwe kleine Paganini), vijf lichte stukken voor viool en piano, op. 3
- 1921 Vzpomínka, voor viool en piano, op. 43
- 1923 Lavotta, serenade voor viool en piano
- 1928 9 Capricen, voor viool en strijkers, op. 27
- 18 Světoznámých populárních skladeb, duetten voor twee violen
- Polonaise, voor viool en piano, op. 45

### Werken voor piano
- 1925 Das Minarett
- 1930 Flora, wals, op. 90
- 1931 Avia - letecký pochod, op. 50
- 1936 Kozáček - ruský národní tanec
- 1944 Galanterie, wals, op. 93
- 1946 Aranka, wals, op. 146
- 1954 Výběr skladeb
- Neue Blumen, Oekraïense dansen
- Saluto da Merano
- Sonata v snadném slohu, op. 80

## Publicaties
- Praktické tabulky instrumentační - pznačení rozsahu a způsobu psaní (notace) zpěvních hlasů a hudebních nástrojů orchestru a dechové hudby, Praha : Ed. Continental, 1946.